# William Sherard
William Sherard, född den 27 februari 1659 i Bushby, Leicestershire, död den 11 augusti 1728 i London, var en engelsk botanist. Han var bror till James Sherard. Auktorsnamnet Sherard kan användas för William Sherard i samband med ett vetenskapligt namn inom botaniken; se Wikipediaartiklar som länkar till auktorsnamnet.
Sherard studerade hos Tournefort i Paris, företog flera resor inom och utom England som medarbetare åt Rajus, i vars arbeten hans iakttagelser publicerades, och biträdde flera andra botanister dels med sitt arbete, dels med penningunderstöd. Under sina resor samlade han material till en fortsättning av Bauhins Pinax. Han blev 1703 konsul för turkiska kompaniet i Smyrna, där han idkade botaniska och arkeologiska forskningar. Sherard återkom hem 1717 och inbjöd 1721 vid ett besök i Nederländerna Dillenius till Oxford som medarbetare i "Pinax". Sedermera blev denne förste innehavare av en professorsstol, som Sherard donerat till universitetet där.